# Andrew Card

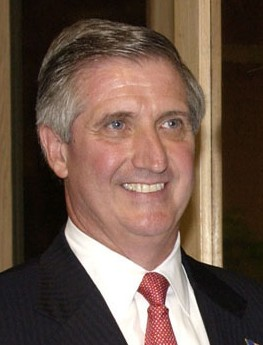
Andrew Card (2002)

Andrew Hill „Andy“ Card Jr. (* 10. Mai 1947 in Holbrook, Norfolk County, Massachusetts) ist ein US-amerikanischer Politiker und Lobbyist. Das frühere Regierungsmitglied war Leiter der Irak-Abteilung des Weißen Hauses und diente als Verkehrsminister unter Präsident George Bush sowie als Stabschef des Weißen Hauses unter dessen Sohn George W. Bush. Heute sitzt er im Direktorium der Union Pacific Railroad.

## Leben
In seiner Jugend war Card als Pfadfinder in seiner Region aktiv. An der University of South Carolina bestand er seinen Bachelor of Science als Ingenieur. Außerdem besuchte er die U.S. Merchant Marine Academy  und die John F. Kennedy School of Government an der Harvard University. In der Handelsmarine diente Card zwischen 1966 und 1967.
Von 1993 bis 1998 amtierte Card als Präsident und Vorsitzender der AAMA, einer Vereinigung amerikanischer Automobilhersteller wie Ford, Chrysler oder GMC. Die AAMA löste sich im Dezember 1998 auf. Ab 1999 und bis zu seiner Ernennung als Stabschef von George Bush war Card der Vizechef der GMC-Abteilung für den Kontakt zur Regierung. Card leitete die Lobbyarbeit von GMC auf internationaler, nationaler, bundesstaatlicher und lokaler Ebene und trat als Repräsentant von General Motors vor den Kongress und die Regierung.
Mit seiner Frau Kathy hat Card drei Kinder und mittlerweile vier Enkel.

## Politik
Seine politische Karriere begann er als Abgeordneter im Repräsentantenhaus von Massachusetts, wo er von 1975 bis 1983 einen Sitz hatte. Sein Versuch, sich von der Republikanischen Partei als Kandidat für die Gouverneurswahlen 1982 in Massachusetts aufstellen zu lassen, scheiterte aber.
Cards Karriere im Weißen Haus begann unter Ronald Reagan. Dabei diente er der Regierung als Besonderer Berater für zwischenstaatliche Beziehungen und darauf folgend als Vizeassistent des Präsidenten und Verbindungsmann für bundesweit gewählte Beamte, wie Gouverneure und Bürgermeister. In der auf Reagan folgenden Regierung von George Bush war er direkter Assistent des Präsidenten und Vizestabschef. Von 1992 bis 1993 war Card der elfte Verkehrsminister der Vereinigten Staaten. Im August 1992 koordinierte er dabei auf Anweisung des Präsidenten die desaströsen Bemühungen zum Wiederaufbau der Sturmschäden durch Hurrikan Andrew. Später im selben Jahr koordinierte er die Übergangszeit der Regierung Bush zur Ära Clinton. Im Jahr 2000 wurde Card von Präsident Bush gebeten, den nationalen Kongress der Republikanischen Partei zu koordinieren. Im Vorfeld konnte er dabei 160 Millionen US-Dollar an Spendengeldern einsammeln. Am 26. November 2000 wurde er vom frischgewählten Präsidenten George W. Bush zum Stabschef ernannt. Seinen Dienst begann er nach Bushs Amtseinführung am 26. Januar 2001. Philip W. Johnston, nun der Vorsitzende der Demokraten in Massachusetts, arbeitete zu dieser Zeit mit Card zusammen, um eine Reform der Hausregeln im Parlament von Massachusetts durchzusetzen. „Ich bin ein sehr parteibezogener liberaler Mensch und wir konnten einfach wunderbar zusammenarbeiten“, sagte er dazu der Washington Post. Dieses Zitat wurde im Kapitol schnell bekannt, da in den Tagen nach der chaotischen Wahl schnell klar war, dass Bush sich für Card als Stabschef entschieden hatte.
Am 11. September desselben Jahres war es Card, der George W. Bush, während dieser eine Vorführung in einer Grundschule in Sarasota besuchte, ins Ohr flüsterte, dass Amerika von Terroristen angegriffen wird. Am 26. November 2005 war Card bei einem Dienstflug einem Absturz sehr nahe, als dichter Rauch sich im Cockpit des Gulfstream-Jets ausbreitete. Doch der Pilot konnte das Flugzeug noch landen; es gab keine Verletzten. Am 28. März 2006 gab das Weiße Haus bekannt, dass Card von seinem Posten zum 14. April zurücktreten werde. Sein Nachfolger wurde Joshua Bolten, der noch zuvor das Office of Management and Budget geleitet hatte. Als Stabschef war Card von Mitgliedern beider Parteien geschätzt und respektiert worden. In einem Interview der CNN-Reporterin Dana Bash zu Cards Rücktritt sagte der demokratische Senator Dick Durbin aus Illinois dazu: „Er ist einer der vernünftigsten Menschen im Weißen Haus, dessen Wort Gewicht hat…“
In seinem Buch State of Denial: Bush at War, Part III schreibt Bob Woodward, dass Card fürchtete, der Irakkrieg könnte zu einem zweiten Vietnam werden, insbesondere, als er zweimal scheiterte, den Präsidenten zur Entlassung des Verteidigungsministers Donald Rumsfeld zu bewegen. Dabei hatte er beim zweiten Mal auch die Unterstützung von Laura Bush, der First Lady. Am 30. Oktober gab Card dem Harvard Crimson ein kleines Interview, in dem er sagte, dass der Präsident ihn zum Rücktritt bewegt habe und dass die Regierung ihn loswerden wollte, während er nicht gehen wollte. Diese Äußerungen widersprechen der offiziellen Version des Weißen Hauses; in Präsident Bushs Abschiedsworten war es Card, der auf eigenen Wunsch um seine Ablösung bat.
Im Jahr 2009 erwog Andrew Card nach dem Tod von Edward Kennedy kurzzeitig eine Kandidatur für den US-Senat. Er zog sich dann aber aus dem Wahlkampf zurück und unterstützte den später siegreichen Scott Brown.